# Francisco Panal Ramírez
Francisco Panal Ramírez de nombre religioso: Fray Leopoldo de Ubrique OFM Cap. (Ubrique, 20 de septiembre de 1893 - Santo Domingo, 13 de agosto de 1970) fue un sacerdote franciscano y obispo español afincado en República Dominicana, que se desempeñó como 1° Obispo de La Vega, luego de su restauración en 1953.

## Biografía

### Inicios y formación
Francisco Panal nació en Ubrique, provincia de Cádiz, España, el 20 de septiembre de 1893. 
A los nueve años, ingresó en el Colegio de los Padres Capuchinos de Antequera, Málaga. 
A los quince años de edad tomó los hábitos de la Orden Capuchina. 
En el noviciado, adoptó el nombre de Fray Leopoldo de Ubrique. 
Finalizado el noviciado, pasó al Colegio Superior de los Padres Capuchinos, en Sanlúcar de Barrameda. 
El 17 de septiembre de 1914, llegó a República Dominicana.

### Presbiterado
Fue ordenado presbítero el 6 de enero de 1916 en Santo Domingo, donde se radicó como superior custodio y también como superior local de la Orden Capuchina, prestando servicios en la Iglesia de Nuestra Señora de las Mercedes de la Ciudad Colonial, durante veintinueve años.
Fundó la Acción Católica Nacional y la Asociación de Hijas de María y fomentó el apostolado de los ejercicios espirituales. 
Creó la "Tipografía Franciscana", para difundir el mensaje evangélico mediante el apostolado de la prensa. También el boletín mensual de las Hijas de María llamado "Voz Concepcionista" y el semanario católico nacional "Dios y Patria", entre otros más.
En 1943 se trasladó a Barahona, donde sirvió por diez años.
En 1953 fue nombrado Administrador Apostólico de la recién restaurada Diócesis de La Vega, encargo que tendría por tres años.

### Episcopado
El 22 de junio de 1956, el papa Pío XII lo nombra obispo de la Diócesis de La Vega. Fue consagrado el 8 de diciembre de 1956 en la entonces Catedral Inmaculada Concepción, por el nuncio apostólico Monseñor Salvatore Siino. De acuerdo con la bula pontificia, Fray Leopoldo de Ubrique, que había tomado ese nombre al hacerse capuchino, firmaría en adelante con su nombre bautismal de Francisco Panal Ramírez.
En La Vega realizó muchas acciones sociales, entre ellas la creación de la radioemisora "Santa María"; la fundación de una casa social y de cursillos, en el Santo Cerro, y el "Patronato de Asistencia Social Nuestra Señora de las Mercedes". Todas estas obras fueron dirigidas en pro del campesinado. 
La ciudad de La Vega Real, le nombró Hijo Adoptivo en 1961. Durante este tiempo sufrió diversos atentados contra su vida, al oponerse a las arbitrariedades del régimen de Trujillo.
El papa Pablo VI le aceptó su dimisión de la sede episcopal, el 20 de diciembre de 1965, por quebrantos de salud y lo nombró Obispo titular de Zama Minor.
Sus últimos años de vida los pasó en la Iglesia Nuestra Señora de las Mercedes de la Ciudad Colonial, recluido en silla de ruedas por una lesión del fémur a causa de una caída.

### Muerte
Murió el 13 de agosto de 1970, en Santo Domingo. 
Fue trasladado a La Vega, donde se depositaron sus restos en la Catedral Inmaculada Concepción.